# Законодательный процесс в США

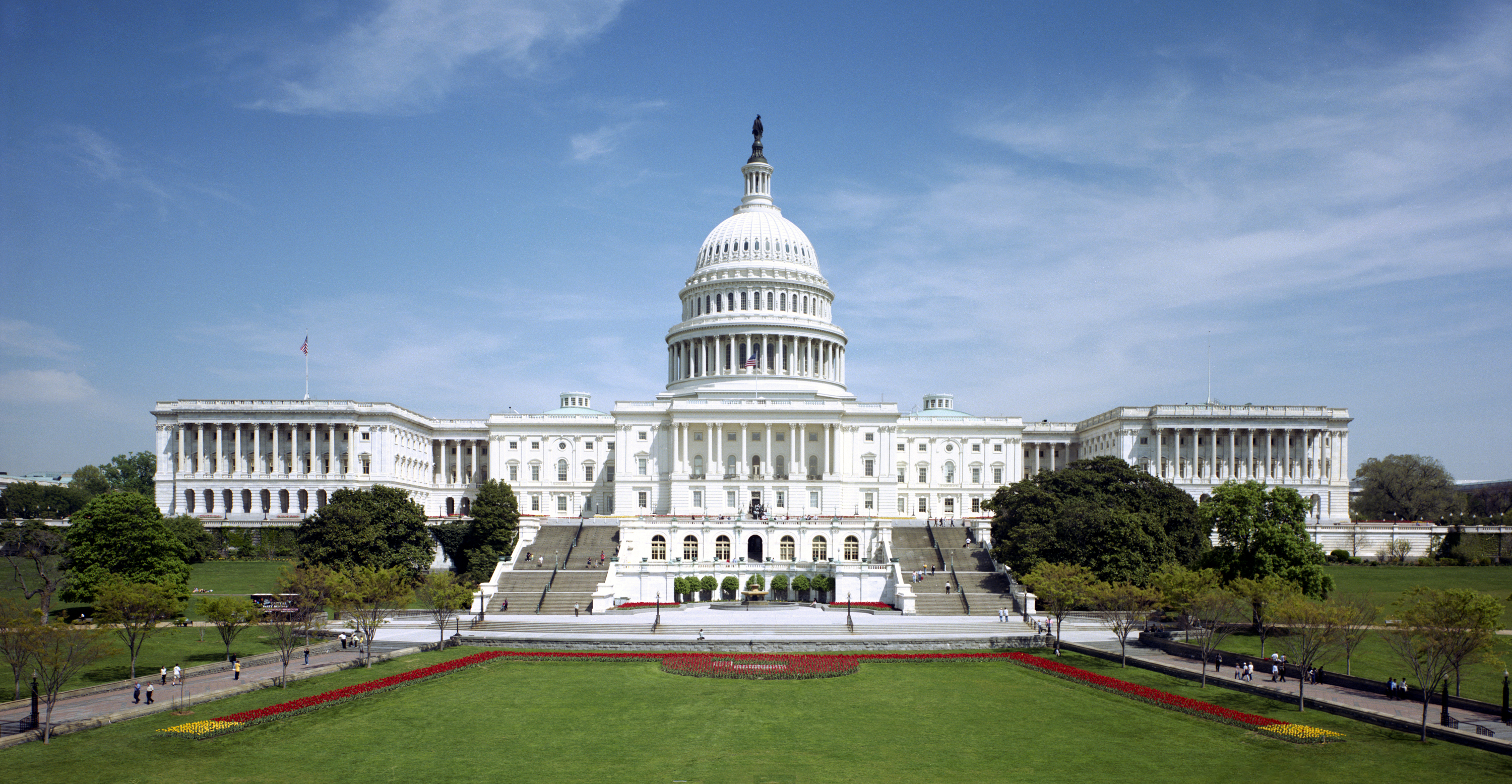
Согласно Конституции США Конгресс обязан проводить все свои заседания только на Капитолийском холме в Вашингтоне

Законода́тельный проце́сс в США представляет собой строго регламентированную процедуру по принятию законов, резолюций и некоторых других документов на федеральном уровне, которая включает в себя ряд последовательных стадий, начиная с законодательной инициативы и внесения проекта нормативного акта в палаты Конгресса для его обсуждения и, заканчивая подписанием акта Президентом, опубликованием и вступлением его в силу.
В отличие от многих других государств, в США законодательная инициатива на федеральном уровне может исходить только от членов Конгресса. Президент не обладает прямым правом законодательной инициативы, но может опосредованно внести законопроект через членов Конгресса от своей партии либо обратиться ко всем членам Конгресса на ежегодном послании о необходимости принятия конкретного закона.
Верхняя и нижняя палаты Конгресса в вопросах инициирования и обсуждения законопроектов абсолютно равны. Единственным исключением является то, что все законопроекты, касающиеся налогов и бюджета (финансовые билли), всегда должны исходить от Палаты представителей, где они первоначально рассматриваются по более усложнённой процедуре, а затем направляются в Сенат для одобрения. Во всех других областях законодательный процесс в Сенате и Палате представителей ничем не ограничен.
Президент может подписать или вернуть билль в течение десяти дней; если этого не происходит, то билль автоматически становится законом без подписания. При использовании Президентом права вето, Конгресс может 2/3 голосов от каждой палаты преодолеть его и принять закон в существующей редакции. У Президента также имеется так называемое «карманное вето», которым он может воспользоваться только в определённых случаях.

## Законодательная инициатива

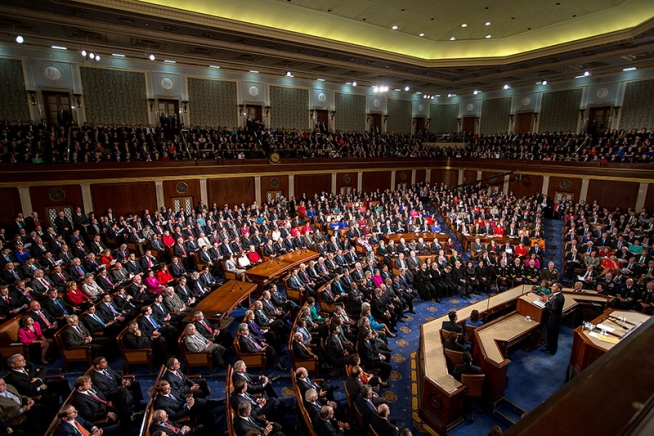
Выступление президента Барака Обамы перед Конгрессом с ежегодным посланием о состоянии Союза

В США в соответствии со строгим пониманием принципа разделения властей право законодательной инициативы формально принадлежит только членам Конгресса. Именно они могут вносить тексты биллей (законопроектов) на рассмотрение в парламент. Конгрессмен может как разработать законопроект по собственному усмотрению, исполняя предвыборные обещания перед избирателями, так и прислушаться к мнению общественности либо представителей различных лоббистских структур. При этом по сложившейся традиции опосредованным правом законодательной инициативы обладает и президент. Он может разработать проект билля и передать его членам Конгресса от своей партии, чтобы они внесли его на рассмотрение в соответствующую палату. Помимо этого, президент может предложить свои законодательные идеи Конгрессу в рамках ежегодных посланий о состоянии Союза (так называемое Послание Нации).
Законодательные собрания штатов тоже вправе предложить свои законодательные идеи посредством обращения к конгрессменам, представляющим их штат. Граждане в соответствии с Первой поправкой к Конституции США могут воспользоваться правом петиции в Конгресс с предложением о необходимости принятия конкретного закона.
Сама процедура внесения биллей достаточно проста. В Палате представителей имеется специальный деревянный ящик на столе у клерка недалеко от трибуны — «хоппер» (англ. bill hopper), в который необходимо опустить текст законопроекта. В Сенате законопроект представляется обычно во время «утренних заседаний» и сопровождается либо краткой речью инициировавшего его сенатора, либо делается резюме секретарём палаты.

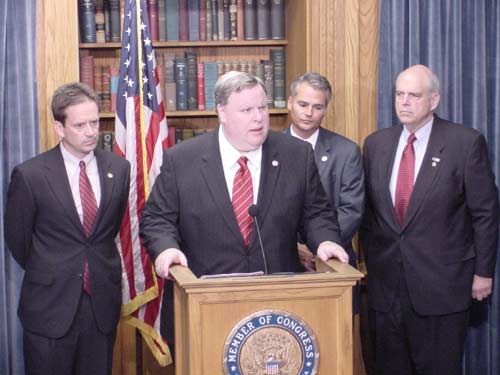
Члены Палаты представителей на пресс-конференции представляют новый законопроект

Законопроекты всегда первоначально рассматриваются в той палате, членами которой они были инициированы, но законопроекты о поступлении государственных доходов могут исходить только из Палаты представителей. На практике законопроекты по одному и тому же вопросу могут быть предложены одновременно и членом Палаты представителей, и сенатором, и параллельно рассматриваться сразу в обеих палатах. Такие акты в итоге имеют, как правило, двойные названия по фамилиям их инициаторов (Закон Дэвиса-Бэкона, Закон Джонса-Шафрота, поправка Джексона-Вэника).

### Правовые акты Конгресса
Решения Конгресса, связанные с законотворческой деятельностью могут иметь следующие формы:
- Билль (законопроект) — является наиболее распространённой формой законодательного предложения по широкому перечню вопросов, которое обретает силу закона после одобрения его обеими палатами Конгресса и подписания Президентом. Билли могут быть как публичными (устанавливают общие правила для всех), так и частными (регулируют вопросы в отношении отдельных лиц либо корпораций)[4][12][13][14].
- Совместная резолюция — по своему статусу и порядку принятия аналогична биллю, единственное отличие заключается в том, что она принимается по более узким или специфическим вопросам. Например, все конституционные поправки оформляются в виде совместной резолюции, которая после принятия в Конгрессе сразу направляется для ратификации в законодательные собрания штатов и вступает в силу после одобрения не менее 3/4 всех штатов. Также посредством совместной резолюции могут быть оформлены определённые внешнеполитические решения (участие в международных организациях, вопросы войны и мира) или различные финансово-бюджетные вопросы второстепенного характера, требующие оперативного вмешательства[4][12][13][14].
- Совпадающая резолюция[англ.] — акт, не имеющий силы закона, который параллельно принимается сразу в обеих палатах Конгресса для выражения их совпадающих мнений по какому-либо принципиальному вопросу. Он необходим для координации действий и дальнейшей работы палат в этом направлении; президенту на одобрение не поступает[4][12][13][14].
- Простая резолюция — акт, не имеющий силы закона, который принимается только одной из палат Конгресса и выражает её мнение по какому-либо вопросу, которое расходится с официальной позицией администрации США (например, создание расследовательских комитетов и др.)[4][12][14].

### Финансовые билли
Финансовые билли, а именно законопроекты о налогах, бюджете и иных вопросах, связанных с финансовой деятельностью государства, могут быть внесены только в Палату представителей, где рассматриваются во внеочередном порядке.
Особую процедуру принятия имеют законы о бюджете, которые проходят несколько последовательных этапов с обязательным участием специальных органов Конгресса и президента в области финансового контроля (Бюджетное управление Конгресса, Исследовательская служба в составе Библиотеки Конгресса, Главное контрольно-финансовое управление, Административно-бюджетное управление при Президенте США). Такая процедура регламентирована Законом о бюджете, доходах и расходах 1921 года, Законом о процедуре принятия бюджета в конгрессе и контроле за резервированием бюджетных средств 1974 года и Законом о сбалансированном бюджете и чрезвычайном контроле за дефицитом 1985 года. Президент в начале января каждого года вносит в Конгресс проект бюджета на следующий финансовый год. Проект передаётся в специальный вспомогательный орган парламента — Бюджетное управление Конгресса, который проверяет сбалансированность доходов и расходов, а также сопоставляет иные бюджетные параметры и по итогам представляет доклад бюджетным комитетам обеих палат Конгресса. В дальнейшем начинается обсуждение бюджета в Палате представителей с участием всех комитетов и подкомитетов. Сенат в свою очередь подготавливает проект совпадающей резолюции по бюджету, которую должны принять обе палаты. На основе данной резолюции Палата представителей и Сенат скоординировано принимают Акт об ассигнованиях (закон о бюджете), который в последующем должен быть подписан президентом. При этом президент обладает двойным правом вето, в первый раз преодолевается 2/3 голосов, во второй раз — 1/3 + 1 голос.
В США финансовый год начинается 1 октября и заканчивается 30 сентября, поэтому Конгресс должен до указанной даты согласовать все параметры принимаемого на следующий год бюджета и направить финансовый билль на подпись Президенту. На практике неоднократно возникала ситуация, когда Конгрессу не удавалось согласовать в обозначенные сроки расходы на государственный аппарат, и в этом случае работа правительства США вынужденно приостанавливалась, а государственные служащие отправлялись в неоплачиваемый отпуск до разрешения конфликта между органами власти по поводу принятия государственного бюджета.

## Законотворческая процедура в Конгрессе

### Палата представителей

#### Рассмотрение законопроекта в профильном комитете
Внесённый законопроект сначала регистрируется соответственно либо клерком Палаты представителей, либо секретарём Сената, а затем направляется спикеру, который передаёт его в профильный комитет, возможно, в несколько комитетов, чтобы там занялись более детальной проработкой.

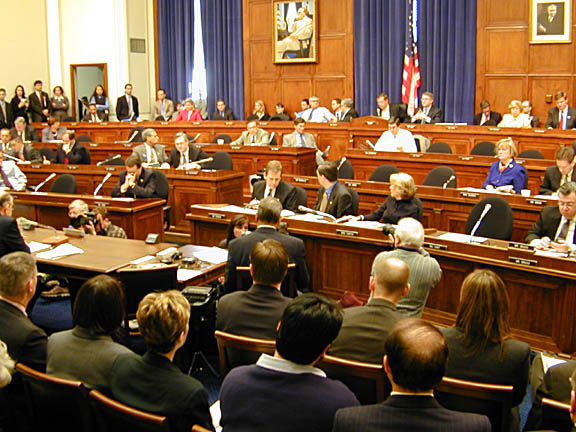
Заседание Комитета по финансовым услугам Палаты представителей

В обеих палатах Конгресса имеются как постоянные комитеты (англ. standing committee), так и специальные (англ. select committee), в свою очередь внутри них создаются постоянные подкомитеты (англ. subcommittee) либо подкомитеты ad hoc. Палатой представителей и Сенатом могут создаваться совместные комитеты (англ. joint committee) по каким-либо значимым вопросам.

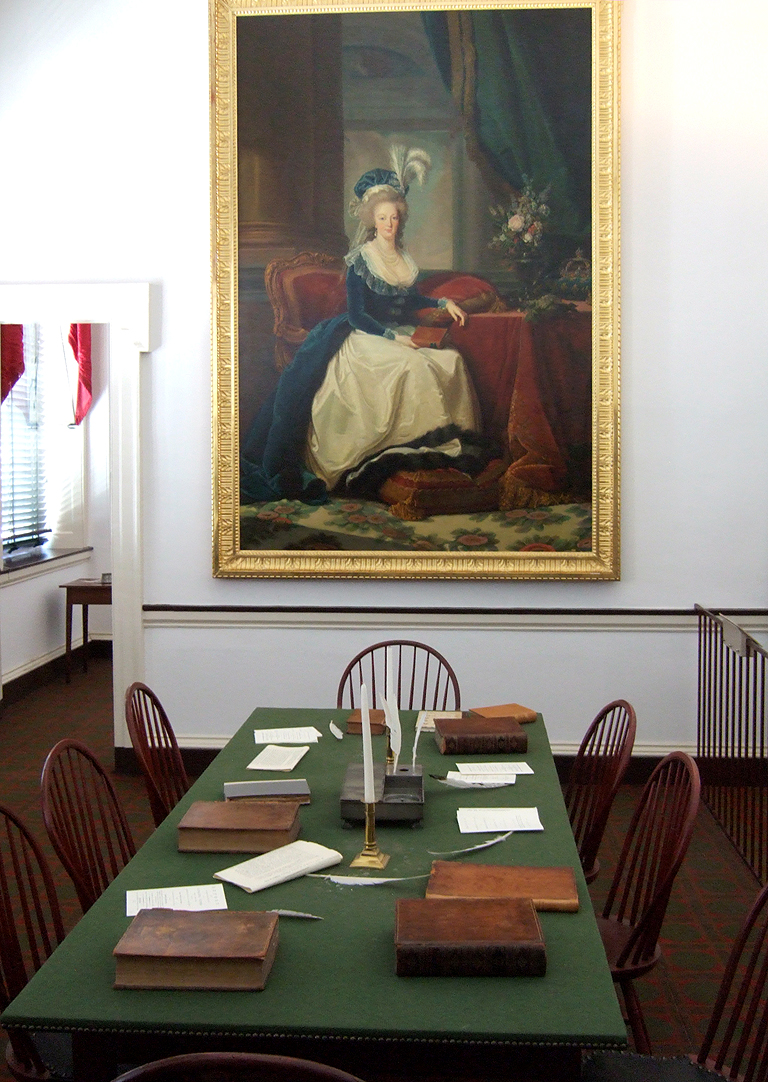
Зал для заседаний комитета в филадельфийском Конгресс-холле

В комитетах и подкомитетах проходит основная масса работ, связанная с детальным обсуждением законопроекта, проведением его экспертизы, выявлением основных недостатков и внесением существенных корректив в текст билля. По более значимым вопросам проводятся парламентские слушания, для обсуждения приглашаются общественность, научные деятели, эксперты и представители корпораций. Также учитываются мнения компетентных государственных структур — Главного контрольно-финансового управления и Административно-бюджетного управления Президента США (на соответствие законопроекта президентскому курсу), при этом они не имеют решающего значения, а носят всего лишь консультативный характер. После получения комитетом или подкомитетом всех экспертных мнений проводится рабочее заседание, на котором вносятся все необходимые доработки в законопроект.
На заключительном заседании комитета по законопроекту проводится итоговое голосование и готовится доклад Палате, в котором высказывается либо положительный отзыв (англ. favorable), либо отрицательный (англ. adverse) с рекомендацией отложить рассмотрение законопроекта, также он может быть без указанной рекомендации. При этом Палата вправе вернуть отложенный законопроект обратно на рассмотрение.

#### Чтения
- Первое чтение — процедура, заключающаяся в простом зачитывании названия билля и передаче его в профильный комитет. При этом клерк самостоятельно определяет, какой из комитетов будет являться ответственным за рассмотрение законопроекта[20].
- Второе чтение — начинается с доклада председателя профильного комитета о состоянии законопроекта после его проработки в комитете, также представляется анализ возможных расходов бюджета в связи с принятием такого закона, излагаются выводы и рекомендации[30][31]. Далее происходит постатейное чтение билля, после чего идут общие дебаты с предложением различных поправок, выступления докладчиков ограничиваются шестьюдесятью минутами[32]. Действует правило об уместности поправок применительно к рассматриваемому биллю[33], то есть не должны предлагаться поправки, не имеющие прямого отношения к нему[34][35]. По каждой предложенной поправке проходит отдельное голосование. Билль с принятыми поправками направляется в профильный комитет, чтобы он включил их в текст[36].
- Третье чтение — зачитывается окончательно подготовленный текст билля (поправки предлагать уже нельзя, если только члены Палаты не примут единогласного решения об обратном), после чего он ставится спикером на голосование и принимается простым большинством голосов Палаты. Принятый законопроект именуется актом Палаты и направляется в Сенат, где он проходит те же стадии[36].

#### Комитет всей палаты
С целью упрощения парламентской процедуры при обсуждении билля во втором чтении, когда требуется постатейная его вычитка, Палата представителей может преобразоваться и работать в формате Комитета всей палаты (англ. Committee of the Whole House on the state of the Union). В таком режиме в обязательном порядке должны проходить все обсуждения по вопросам государственных доходов (налогов) и расходов, а кворум для принятия решений может составлять всего лишь 100 человек из 218, что вдвое меньше, чем при обычном заседании палаты.
Для управления ходом работы Комитета всей палаты назначается председатель от партии большинства, которому спикер Палаты представителей на время уступает своё место. Председатель определяет порядок и время дебатов по рассмотрению всех важных поправок к биллю. Процедура регламентируется так называемыми «Наставлениями Джефферсона». По окончании дебатов Комитет всей палаты прекращает свою деятельность, а все предложенные им поправки выносятся на голосование. После этого билль поступает на третье чтение, где уже происходит голосование в целом за законопроект.

### Сенат

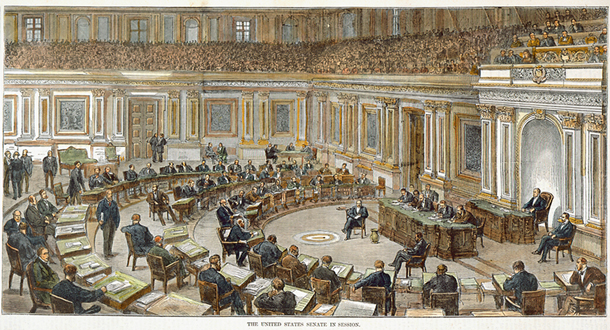
Обсуждение билля в Сенате

В Сенате в основном происходит одобрение акта (билля), принятого в Палате представителей, кроме этого сенаторы также сами вправе проявить законодательную инициативу и предложить разработанный ими законопроект на одобрение Палате представителей, за исключением финансовых биллей.
Поступивший из Палаты представителей акт председательствующий сенатор направляет в профильный комитет Сената, где он проходит те же стадии рассмотрения, что и в Палате представителей. В дальнейшем акт поступает на обсуждение Сената, в ходе которого проходят чтения и дебаты с предложением сенаторами своих поправок к нему либо, если поправок нет, происходит простое одобрение. Сенаторы вправе высказываться по законопроекту в течение неограниченного времени. Поэтому, если происходит ситуация, когда какой-либо сенатор злоупотребляет своим правом и умышленно затягивает ход дискуссии с целью провалить принятие закона (англ. filibustering), Сенат может 3/5 голосов от всего состава ограничить общую продолжительность дебатов 30 часами, а высказывания одного сенатора — одним часом. По истечении этого отведённого времени Сенат переходит к третьему чтению и голосованию по биллю в целом. Если у Сената имеются замечания и свои поправки к законопроекту, он направляет их вместе с биллем обратно в Палату представителей.
Билль обязательно должен быть принят в идентичной редакции обеими палатами Конгресса, чтобы в дальнейшем он смог поступить на подпись Президенту. Если предложенные Сенатом поправки не получают одобрения в Палате представителей, созывается согласительный комитет для разрешения всех разногласий между палатами. После этого согласованный окончательный вариант билля сначала подписывается председателями палат Конгресса, а затем направляется Президенту.

### Согласительные процедуры
В случае, когда между палатами Конгресса в ходе работы над законопроектом возникли разногласия относительно его содержания или уместности поправок к нему, для их разрешения может быть организован согласительный комитет и начаты согласительные процедуры. В состав комитета назначается равное количество представителей (рабочая группа координаторов) от обеих палат Конгресса, которые должны обсуждать только те вопросы, которые явились предметом спора. Членам рабочих групп запрещается пересматривать текст законопроекта в целом, изменять его части, по которым не возникло разногласий, а также обсуждать и вносить новые концептуальные изменения. Заседания рабочих групп проводятся раздельно, каждая группа имеет всего лишь один голос.
Согласительный комитет работает до тех пор, пока палаты не придут к общему согласию, при этом они вправе периодически менять своих представителей и давать им новые инструкции. Доклад согласительного комитета о взаимных договорённостях относительно предмета спора поступает в Палату представителей и Сенат, где ставится на голосование как единый документ, при этом он больше не подлежит изменениям. Если даже после предшествующих процедур одна из палат отказывается одобрить билль в предложенной редакции, то создаётся либо новый согласительный комитет (при согласии второй палаты), либо билль считается полностью отклонённым.

### Лоббизм
В США деятельность, связанная с профессиональным оказанием влияния частных и общественных организаций на процесс принятия решений Конгрессом по вопросам внутренней и внешней политики, не запрещена и даже считается, что она, наоборот, приближает его к практическим потребностям различных лиц и населения. Поэтому при Конгрессе действует несколько тысяч организаций, профессионально занимающихся лоббизмом. Кроме собственно разъяснительной работы, они в том числе занимаются и подкупом отдельных конгрессменов с целью принятия нужного решения.
Специально принятые Конгрессом Законы о регулировании лоббистской деятельности 1946 года и о раскрытии лоббистской деятельности 1995 года требуют от лоббистов обязательной регистрации и предоставления полной финансовой отчётности. Лоббисты должны зарегистрироваться у клерка Палаты представителей либо у секретаря Сената с момента начала своей деятельности, а также отчитываться перед ними с указанием своих клиентов, перечня законопроектов, на принятие которых оказывалось влияние, и суммы доходов, полученных от клиентов. Наиболее активная деятельность лоббистов наблюдается при рассмотрении законопроектов в профильных комитетах и подкомитетах. В случае замалчивания лоббистами о своей деятельности и нарушения принципа открытости предусмотрены меры юридической ответственности.

## Подписание Президентом

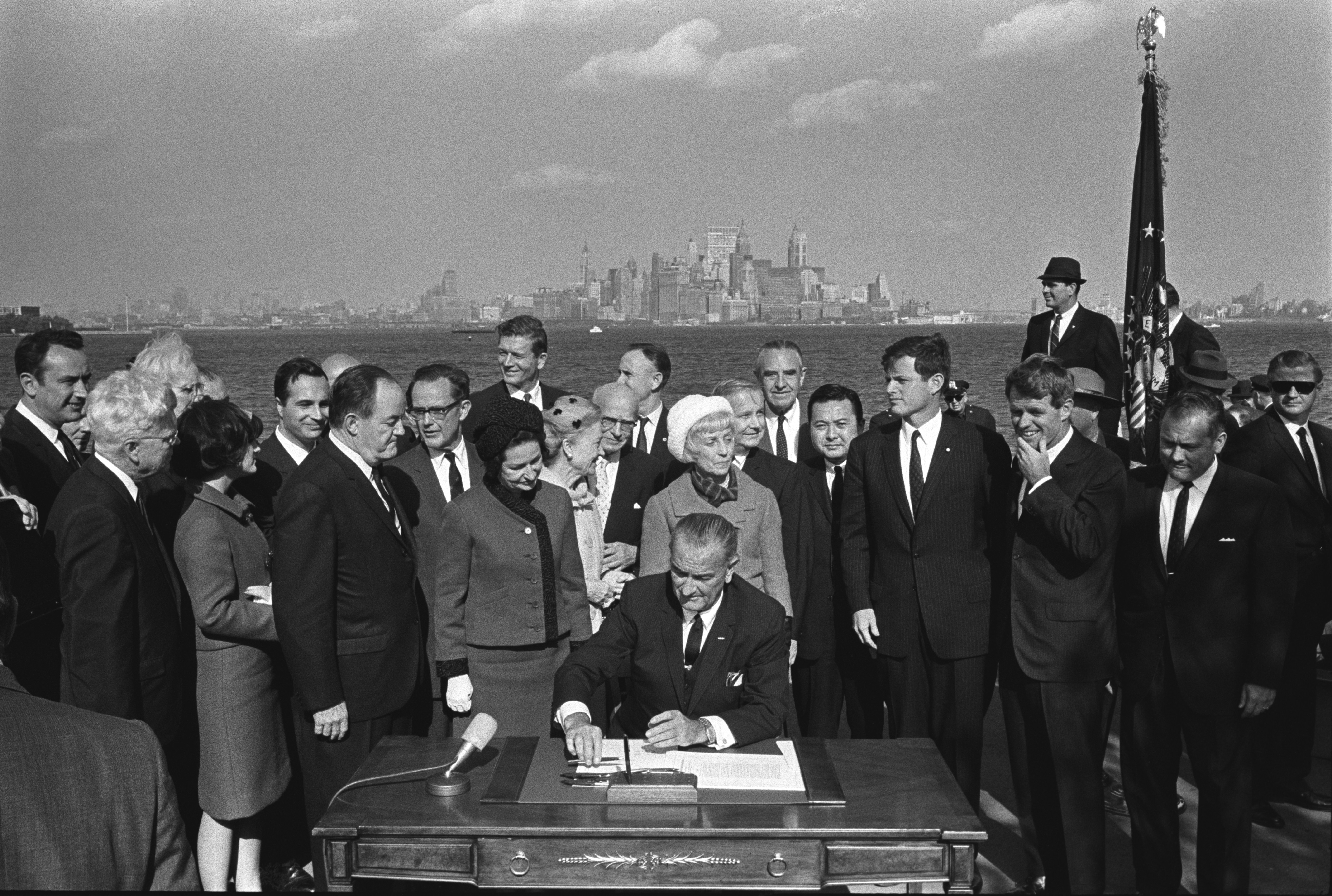
Подписание Линдоном Джонсоном Акта об иммиграции и натурализации, 1965 год

После принятия билля обеими палатами Конгресса в одинаковой редакции, он поступает на подпись Президенту, который должен подписать его в течение десяти дней (не считая воскресений). С момента подписания закон вступает в силу, если же Президент пропустит десятидневный срок, то билль автоматически становится законом и вступает в силу без участия Президента.
Президент также обладает правом отлагательного и абсолютного вето, то есть возможностью отклонить билль или вернуть его обратно в Конгресс со своими замечаниями. Отлагательное вето преодолевается 2/3 голосов каждой из палат Конгресса, после этого билль в прежней редакции автоматически становится законом и в подписи Президента больше не нуждается. Абсолютным вето (в США называется «карманным вето») Президент может воспользоваться, когда билль к нему поступает менее чем за десять дней (не считая воскресений) до окончания сессии действующего Конгресса. При этом следует принять во внимание, что Конгресс работает в соответствии с правилом дисконтинуитета в отношении биллей, то есть вся работа с законопроектами должна быть завершена до окончания двухлетней сессии; перенос незавершённой работы по законопроекту на следующую сессию не допускается. Поэтому подписание билля в такой ситуации остаётся сугубо на усмотрение Президента: он может как подписать его, так и проигнорировать (Президент как бы кладёт билль себе в карман), тогда вся работа по законопроекту начнётся с самого начала на следующей сессии Конгресса.

## Опубликование

Печать Архивиста США

После подписания Президентом, истечения определённого Конституцией срока на вето или преодоления вето Конгрессом закон передаётся Архивисту США для его опубликования. После публикации закон вступает в силу. Данный этап является очень важным, поскольку неопубликованный закон не порождает совершенно никакие правовые последствия и не может считаться нормативным актом. Он не наделяет лиц какими-либо правами и не создаёт для них обязанностей, в частности нельзя нести ответственность за деяния, если закон, запрещающий их, не был опубликован.
Копии закона публикуются в виде отдельных брошюр Правительственной службой печати США, которые судами признаются в качестве официального документа. Архивист США собирает ежегодные тома принятых законов и публикует их в хронологическом порядке в виде Большого свода законодательства США. Согласно правилам, текст Большого свода также является официальным текстом (англ. legal evidence) законов, принятых Конгрессом. Тексты законов также собираются и публикуются в Кодексе США, являющимся кодифицированным нормативным актом, в котором законодательные акты сгруппированы по отраслям.